# Sinoviosarcom
Sarcomul sinovial (SS) este o tumoră care își are originea în țesutul sinovial, situat de-a lungul planurilor fasciale, în structurile periarticulare și rareori în articulații.

## Localizare
SS este situat imediat juxtaarticular. La nivelul membrelor superioare este situat de obicei pe partea palmară. Cele mai frecvente localizări sunt la nivelul piciorului (12-18%).
În tumorile maligne ale tesuturilor moi este incidenței tumorilor relativ scăzut. 10 - mai probabil să apară 40 de ani, există diferențe semnificative între femei și bărbați. Coapsă, predilectie partea inferioară a piciorului, în principal în articulația genunchiului. Capsulă în comun, bursa, teaca tendonului, sunt multe lucruri să se întâmple astfel în contact cu tendonul, aceste organizații nu sunt legate la gât, trunchi, etc, de asemenea, să apară. 
Umbra tumora poate fi des identificate prin simpla X-ray, nu există calcificări punctiformă în umbra tumora aproximativ jumătate din cazuri. 
Microscopie electronica filopodia (filopodia) a fost observată însoțită de celule interstițiale și histopatologice nu este cazul, care prezintă o celulele epiteliale bifazica ax și-cum ar fi țesut, constând dintr-un monofazice dintre aceste organizații dacă există exponate. Diferența dintre celulele glandei și lumenul fals, PAS, colorarea pozitiv atât pentru Muchikarumin constatat că polizaharide acide sunt digerate cu hialuronidaza. 
Tratamentul este supus la rezectia extinse, în cazurile care apar în vecinătatea articulațiilor mari sunt taiate-tomy interventia chirurgicala este indicata. Din cauza posibilității de a metastaze la distanta, să ia în considerare nevoia de chimioterapie adjuvantă. Prognoză variază în funcție de cazurile raportate, 5 ani, rata de supravietuire de 30 - și 50%. 

## Tipuri de diagnosticare

### Diagnostic clinic
Prima manifestare este prezența unei mase dureroase juxtaarticulare ce se mărește încet. Este descoperită de obicei la nivelul membrelor inferioare, în stadiul tumoral II B. La nivelul mâinii și al degetelor poate fi descoperită în stadiul I, când este frecvent confundată cu un ganglion.
Evidențierea unui nodul limfatic regional este un element important pentru diagnosticul de SS.

### Diagnostic radiologic
În 30% din cazuri pot fi observate densități difuze în țesutul moale din apropierea unei articulații, uneori cu calcificări intrinseci discrete.
Mai pot fi văzute reacții periostale sau chiar invazii osoase (eroziune osoasă).

### Diagnostic scintigrafic
Evidențiază hipercaptare în aria tumorii.

### Diagnostic MRI
De cele mai multe ori SS este adiacent structurilor neurovasculare majore.

### Diagnostic morfopatologic
Există două forme histologice de SS:
1. SS bifazic (celule epiteloide): aspectul său histologic este bifazic, adică conține un amestec de celule epiteloide cu componență glandulară, ce pretează la confuzia cu adenocarcinomul și de celule fibroase de tip fuziform
2. SS monofazic (celule de tip fuziform): este caracterizat de predominarea netă a acestui tip de celule, dând tumorii un aspect asemănător fibrosarcomului, hemangiopericitomului malign și carcinomului cu celule scoamoase fuziforme.

### Diagnostic diferențial
Se face cu: 
- condromul (prin microcalcificări)
- hemangiomul

## Prognostic
- rata de recurență este ridicată.
- SS metastazează în nodulii limfatici, oase și plămâni.
- rata de supraviețuire la 5 ani este de 25-50%.

## Tratament
Pentru tumorile cu grad de malignitate redus este indicată excizia largă.
Tumorile cu grad înalt de malignitate necesită rezecția largă, însoțită de radio- și chimioterapie.